# الکوم الاحمر (اسیوط)
الکوم الاحمر (به عربی: الکوم الأحمر) یک منطقهٔ مسکونی در مصر است که در استان منیا واقع شده‌است.